# Sedum wilsonii
Sedum wilsonii är en fetbladsväxtart som beskrevs av Fröderstr.. Sedum wilsonii ingår i Fetknoppssläktet som ingår i familjen fetbladsväxter. Inga underarter finns listade i Catalogue of Life.